# قورباغه شاخ‌دار بینی‌دراز
قورباغه شاخ‌دار بینی‌دراز (نام علمی: Megophrys nasuta) نام یک گونه از تیره قورباغه‌های خاشاک است. این گونه در جنگل‌های بارانی واقع در تایلند و شبه جزیره مالزی تا سنگاپور، سوماترا و بورنئو یافت می‌شود. طول اندازه این قورباغه ۱۰۰–۱۲۰ میلی‌متر می‌باشد.